# 2021年中央广播电视总台春节联欢晚会
2021年中央广播电视总台春节联欢晚会，简称2021年央视春晚，是中央广播电视总台于2021年2月11日（农历庚子十二月三十除夕）为庆祝牛年新年举办的综合性文艺晚会，由陈临春担任总导演，夏雨、邹为、赵越担任副总导演。本届春晚采用4K、8K超高清和VR进行直播。

## 前期安排工作
2020年8月10日上午，中央广播电视总台举行2021年春节联欢晚会启动会。
2020年8月28日，2021年春节联欢晚会重点词曲作家座谈会召开。
2020年12月29、31日，中央广播电视总台召开2021年工作思路与打算汇报会。
2021年1月7日，晚会进行语言类节目的审查，由多为业界专家组成的评委现场打分。1月12日，晚会在其官方微博上公布了本次晚会的节目图标。
2021年1月26日，抖音与央视春晚联合宣布，抖音成为2021年春晚独家红包互动合作伙伴，是继2019年春晚后第二次与央视春晚达成合作。
2月1日起，春晚进行密集联排工作，联排采取无观众的方式进行，对演职员进行严格筛选。同时为不影响节目效果，导演组在观众席增加嘉宾互动席以及在节目中增加CG动画效果。
此届总台春晚舞台首次采用环型屏幕，拓宽舞台视觉空间，并统筹设计舞台与观众席，使台上台下屏幕融为一体，将现场观众互动和“云观众”融入现场，烘托“欢乐吉祥、喜气洋洋”的春节氛围，向全世界展现一幅中国新年晚会的“全景图”。此外，春晚将推出魔术剧、微型音乐剧等多种新的节目类型，同时舞蹈数量有望创下历届之最，中国古典舞、少数民族民俗舞、现当代舞、芭蕾舞、街舞等舞蹈艺术百花齐放。

## 节目单
- 总导演：陈临春，副总导演：赵越、夏雨、邹为
- 主持人：
  - 任鲁豫、尼格买提、李思思、龙洋、张韬

| 序号 | 類型 | 节目                                                                                             | 表演者 |
| ---- | --- | ------------------------------------------------------------------------------------------------ | --- |
| 0    | | 开始前广告                                                                                       | 春节联欢晚会由猿辅导 猿辅导在线教育、古井贡酒 年份原浆联合特约播出（表盘显示：猿辅导 猿辅导在线教育、古井贡酒 年份原浆恭祝全国华人新春快乐） |
| 0    | | 开头报时（由梦之蓝M6+赞助）                                                                      | 【旁白】美好的时代 值得更好的你 梦之蓝M6+诚邀您一起观看春节联欢晚会 |
| 1    | 开场歌舞                                                                                                 | 《万事如意》                                                                                     | 佟丽娅、江疏影、陳偉霆、杜江、歐陽娜娜、龙紫岚 |
| 2    | 歌舞 | 《节日》                                                                                         | 《节日》 |
| 2    | 歌舞 | （1）《非洲歌舞》                                                                                | 领唱：朱明瑛 演唱：谢一梅、牛妞、李丁、王呈章 领舞：刘洋、王晶 |
| 2    | 歌舞 | （2）《埃及藤杖舞与东方舞》                                                                      | 领唱：沈娅丽、霍思羽、西尔艾力 领舞：刘婕 |
| 2    | 歌舞 | （3）《西班牙响板舞与阿根廷探戈》                                                                | 领唱：洪之光、葛晓璐 领舞：王梓丁 巴扬演奏：吴琼 |
| 2    | 歌舞 | （4）《俄罗斯民俗舞》                                                                            | 领舞：张翰 |
| 2    | 歌舞 | （5）《中国红绸舞》                                                                              | 领舞：殷硕、曾明 |
| 3    | 相声 | 《年三十的歌》                                                                                   | 岳云鹏、孙越 |
| 4    | 创意表演                                                                                                 | 《牛起来》                                                                                       | 劉德華（云录制）、王一博、关晓彤 |
| 5    | | 新媒体互动 (一)                                                                                  | 新媒体互动 (一) |
| 6    | 武术 | 《天地英雄》                                                                                     | 甄子丹、吴京、国家优秀武术运动员、河南少林塔沟武校、广州体育学院、西安战士战旗杂技团 |
| 7    | 小品 | 《一波三折》                                                                                     | 贾玲、张小斐、许君聪、泰维、刘宏禄、孙集斌、卜鈺 |
| 8    | | 公益广告 (一)                                                                                    | 公益广告 (一) |
| 9    | 歌曲 | 《奔跑的青春》                                                                                   | 迪丽热巴、李现、刘浩存、陳立農、无限少女、时代少年团（《2020我要上春晚》晋级选手） |
| 10   | 特别节目                                                                                                 | 《向祖国报告》                                                                                   | 讲述人：任鲁豫 嘉宾：杨孟飞（航天科技集团五院，嫦娥五号探测器系统总指挥、总设计师，中国科学院院士） 张柏楠（航天科技集团五院，载人航天工程副总设计师，神舟飞船系统总设计师） 谢军（航天科技集团五院，北斗卫星导航系统工程副总设计师，北斗三号卫星首席总设计师） 孙泽洲（航天科技集团五院，天问一号火星探测器系统总设计师） “2020全国脱贫攻坚奖”获奖个人及组织代表 |
| 11   | 歌曲 | 《追梦之路》                                                                                     | 韩红 |
| 12   | 舞蹈 | 《茉莉》                                                                                         | 领舞：孟庆旸 |
| 13   | 小品 | 《阳台》                                                                                         | 李文启、黄晓娟、尚大庆、佟大为、王丽坤、秦昊、王砚辉、王圣迪、孙茜、娄艺潇 |
| 14   | 歌曲 | 《明天会更好》                                                                                   | 成龍、李玟、李易峰、周冬雨、朱一龙、张韶涵、高伟光、林鹏 |
| 15   | 歌曲 | 《灯火里的中国》                                                                                 | 张也、周深 |
| 16   | | 新媒体互动 (二)                                                                                  | 新媒体互动 (二) |
| 17   | 小品 | 《大扫除》                                                                                       | 孙涛、王迅、秦海璐、黄子韬 |
| 18   | 时装走秀                                                                                                 | 《山水霓裳》                                                                                     | 李宇春、何穗、奚梦瑶、张梓琳、北京服装学院 服装由盖娅传说提供 |
| 19   | 相声 | 《如此家长》                                                                                     | 金霏、陈曦 |
| 20   | | 新媒体互动 (三)                                                                                  | 新媒体互动 (三) |
| 21   | 歌曲 | 《亲戚》                                                                                         | 张杰、易烊千玺 |
| 22   | 戏曲 | 《盛世百花园》                                                                                   | 《盛世百花园》 |
| 22   | 戏曲 | （1）开篇                                                                                        | 孟广禄 |
| 22   | 戏曲 | （2）《群丑贺春》                                                                                | 徐孟珂、金不换、谈元、孙震 |
| 22   | 戏曲 | （3）京剧《对花枪》（选段）                                                                      | 翟墨、张兰 |
| 22   | 戏曲 | （4）京剧《杨门女将》（选段）                                                                    | 董圆圆、张馨月、付佳 |
| 22   | 戏曲 | （5）京剧《定军山》（选段）                                                                      | 张建国、张建峰、杨少彭 |
| 22   | 戏曲 | （6）越剧《红楼梦》（选段）                                                                      | 钱慧丽、邵雁、陈丽宇 |
| 22   | 戏曲 | （7）黄梅戏《女驸马》（选段）                                                                    | 吴琼、吴美莲、程丞 |
| 22   | 戏曲 | （8）豫剧《大登殿》（选段）                                                                      | 李树建 |
| 22   | 戏曲 | （9）粤剧《白蛇传·情》（选段）                                                                   | 曾小敏、朱红星 |
| 22   | 戏曲 | （10）《武戏集萃》                                                                               | 楼胜、杨霞云 |
| 22   | 戏曲 | （11）京剧现代戏《智取威虎山》（选段）                                                           | 杜喆、傅希如 |
| 23   | 歌曲 | 《画卷》                                                                                         | 张艺兴 |
| 24   | | 新媒体互动 (四)                                                                                  | 新媒体互动 (四) |
| 25   | 小品 | 《开往春天的幸福》                                                                               | 贾冰、倪妮、包贝尔、唐艺昕、杨迪、张雨绮、曾舜晞、胡杏儿 |
| 26   | 歌曲 | 《可可托海的牧羊人》                                                                             | 王琪 |
| 27   | | 新媒体互动 (五)                                                                                  | 新媒体互动 (五) |
| 28   | 小品 | 《每逢佳节被催婚》                                                                               | 张凯丽、张国强、万茜、任嘉伦、吴海龙、张维威 |
| 29   | 少儿歌舞                                                                                                 | 《听我说》                                                                                       | 演唱：月亮姐姐、王源、洛天依（虚拟歌姬） 表演：空军蓝天幼儿艺术团、北京杂技团、四川省（南充）大木偶剧院、广州极速街舞SNBR少儿团、辽宁S90步瑞克街舞团 |
| 30   | 舞蹈 | 《朱鹮》                                                                                         | 领舞：朱洁静 |
| 31   | 特别节目                                                                                                 | 《国宝回家》                                                                                     | 讲述人：张国立 嘉宾：杭侃（北京大学考古文博学院教授、云冈研究院院长） |
| 32   | | 公益广告（二）                                                                                   | 公益广告（二） |
| 33   | 钢琴与舞蹈                                                                                               | 《我爱你中国》                                                                                   | 钢琴演奏：李云迪 舞蹈：谭元元、张傲月 |
| 34   | 歌曲 | 《请放心吧！祖国》                                                                               | 雷佳 |
| 35   | | 庆祝中国共产党成立100周年大会及中国共产党成立100周年庆祝活动零点压轴歌舞合唱因《唱支山歌给党听》 | 杨洪基、蒋大为、蔡国庆、宗庸卓玛、张英席、周旋、云朵、乌兰图雅、云飞（庆祝中国共产党成立100周年大会及中国共产党成立100周年庆祝活动合唱因） |
| 36   | | 零点钟声（由梦之蓝M6+赞助）                                                                      | 【旁白】梦之蓝M6+恭祝全球华人新春快乐 |
| 37   | 民族歌舞                                                                                                 | 《万众一心》                                                                                     | 领舞：王倩、冯敬雅、赛博渊、热希丹·阿山江、李晨赛、杨德奇、袁志平、彭钰 |
| 38   | | 特别设计环节                                                                                     | 国家勋章和国家荣誉称号获得者代表、“时代楷模”代表、第七届全国道德模范代表、全国抗击新冠肺炎疫情先进个人和先进集体代表、“最美人物”代表拜年 |
| 39   | 歌曲 | 《瑞雪平安图》                                                                                   | 韩雪、阿云嘎、袁娅维、王俊凯 |
| 40   | 相声 | 《叫卖》                                                                                         | 李寅飞、叶蓬 |
| 41   | 歌曲 | 《春的心语》                                                                                     | 孙楠 |
| 42   | 歌曲 | 《我的太阳》、《抱紧我》（云录制）                                                               | 安德烈·波切利（云录制）、马特奥·波切利（云录制） |
| 43   | | 新媒体互动（六）                                                                                 | 新媒体互动（六） |
| 44   | 歌曲 | 《燃烧的雪花》                                                                                   | 刘烨、杨幂、李沁、林雨申、金晨、梁毅苗、邵圣懿、凌智、杨莹、耿文强、闫文港、王沛宣、居巴依·赛克依、史昊、怀明明、于柏巍、张梦莹 |
| 45   | 歌曲 | 《莫吉托》（云录制）                                                                             | 周杰倫（云录制） |
| 46   | 魔术剧                                                                                                   | 《喜从天降》                                                                                     | 魔术：王禹 表演：方芳、巩汉林、张嘉倪、薇娅、小新、张瑞宁 |
| 47   | | 公益广告（三）                                                                                   | 公益广告（三） |
| 48   | 舞蹈 | 《吉祥，吉祥》                                                                                   | 领舞：王海田、周栩 |
| 49   | 结尾歌舞/结束曲/片尾曲                                                                                   | 《難忘今宵》（最后一曲）                                                                         | 李谷一、刘和刚、霍勇、伊丽媛、张心心（《星光大道》2020年度总冠军）（结尾合唱因） |
| 49   | 任鲁豫：亲爱的朋友们，2021年的春节联欢晚会要跟您说声再见了，再次祝福大家新春快乐，明年的春晚， 合：再见! |                                                                                                  | |
| 49   | 结束后广告                                                                                               | 结束后广告                                                                                       | 春节联欢晚会由古井贡酒 年份原浆、猿辅导 猿辅导在线教育联合特约播出（表盘显示：2021年春节联欢晚会由古井贡酒 年份原浆、猿辅导在线教育联合特约播出）（表盘显示：古井贡酒 年份原浆、猿辅导在线教育恭祝全国华人新春快乐） |

## 播出时间

### 直播
- 中央广播电视总台：中国中央电视台综合频道（CCTV-1）（含港澳版，now寬頻電視541、澳广视71、港台电视33、香港有線電視341）、综艺频道（CCTV-3）、中文国际频道（CCTV-4）、国防军事频道（CCTV-7）、少儿频道（CCTV-14）、农业农村频道（CCTV-17）、海外娱乐频道（CCTV-娱乐）、4K超高清频道（CCTV UHD）、8K超高清频道（CCTV-8K）、全国各地大部分卫星电视频道、地面无线电视频道、公交车移动电视频道，中央人民广播电台（音乐之声、经典音乐广播、文艺之声、中国交通广播）：北京时间2021年2月11日20:00。
- 日本CCTV大富：日本標準時間2021年2月11日21:00-次日1:56:30。
- 澳門綜藝頻道：澳門時間2021年2月11日20:00-0:56:30（转播中央电视台中文国际频道高清亚洲版版本）。
- J2：香港時間2021年2月11日19:55-次日0:56:30（转播中央电视台中文国际频道高清亚洲版版本）。
- 香港開電視：香港時間2021年2月11日21:00-次日1:56:30（延时转播中央电视台高清综合频道港澳版版本）。
- 港台电视33：香港北京时间2021年2月11日20:00-次日0:56:30现场直播（转播中央电视台高清综合频道港澳版版本）。
- 马来西亚高清八度空间：马来西亚时间2021年2月11日23:00-完毕（传播中央电视台中文国际频道高清亚洲版版本）（与中国同步播出）。
- 美国凤凰卫视美洲台：洛杉矶时间2021年2月11日17:00-22:00（由当地机构代播）。
- 美国中文电视：纽约时间2月11日7:00-11:56:30（北京时间2月11日20:00-次日0:56:30）。
- 中央广播电视总台总部大楼（复兴路办公区）主楼以灯光秀的形式直播本届春晚，另外部分城市广场LED屏、电影院也同步转播本届春晚，同时还提供8K超高清试验频道大屏同步观看。

### 重播
- 中国中央电视台以下频道亦进行了重播（重播的语言类节目均配有字幕，除特别注明外，均以北京时间为准）：
  - 综合频道：2月12日、2月14日8:43-14:22（中插《新闻30分》）、2月12日22:37-2月13日3:45、2月13日12:36-17:43
  - 财经频道：2月12日11:30-16:38及19:32-00:40、2月13日19:30-00:38、2月14日9:01-14:10
  - 综艺频道：2月12日1:13-6:10及11:25-16:34
  - 中文国际频道（亚洲版）：2月12日9:01-15:13（中插《中国新闻》）及15:13-20:23、2月14日9:01-15:13（中插《中国新闻》）
  - 农业农村频道：2月12日14:15-19:23、2月13日21:30-收台、2月14日13:54
  - 少儿频道：2月16日22:05
  - 4K超高清频道：2月13日13:05-18:02、2月14日19:59、2月15日20:00
  - 8K超高清频道：2月13日13:05-18:02、2月14日19:59、2月15日20:00
  -  日本CCTV大富：日本標準時間2月12日8:30-14:30
- 马来西亚高清八度空间：马来西亚时间2月12日7:00-10:00（录制中央电视台中文国际频道高清亚洲版版本）（与中国同步播出）。
- 新加坡新传媒8频道：2月14日13:00-18:30、2月15日0:30-6:00（录制中央电视台中文国际频道高清亚洲版版本）。

### 新媒体
- 本届春晚在视频网站YouTube平台同步直播，并接入高清信号，使用多码率、自适应直播。在YouTube上提供的回看视频，有完整的录制版和部分去掉了赞助商互动环节的海外版本。
- 中国国家版权局称经央视授权，央视网拥有独家享有通过网络传播本届春晚的权利，未经授权，禁止任何个人和机构非法传播本届春晚。
- 中国大陆央视国际网络有限公司授权爱奇艺、腾讯、优酷、快手、抖音、新浪微博、腾讯音乐、网易云音乐播出2021年央视春晚节目，所有被授权网站播出的春晚节目皆带有“央视网CCTV.com”的标识。
- 臺灣境内通过爱奇艺台湾站即可同步收看直播。
- 日本弹幕视频网站Niconico動畫于除夕夜直播春晚。

#### 4K版本直播与点播
- 从本届春晚开始，中国境内IPTV提供CCTV-4K超高清频道直播与4K点播。全国各地IPTV由爱上电视传媒总平台提供“2021春晚专区”面向绝大多数用户本身为4K智能机顶盒设备，可以通过该专区点播4K春晚的节目内容和历届春晚，同时除夕夜上还将透过“4K直播”专栏入口上线CCTV-4K超高清频道（SDR，60fps）直播，为全国3亿IPTV用户尽收眼底（极少个别省份因分平台传输质量问题无缘4K直播）。

## 影响
- 本届春晚中，龙洋为首次担任春晚的主持人。
- 本届春晚中，张韬为首次担任春晚的主持人。
- 本届春晚中，龙洋为首度担任央视正式节目主持。
- 本届春晚中，张韬为首度担任央视正式节目主持。
- 本届春晚中，该年春晚是尼格买提主持的回届。
- 本届春晚中，该年春晚是李思思主持的回届。

## 商业广告

### 报时赞助商

#### 整点报时
- 江苏宿迁洋河酒厂梦之蓝M6+：【旁白】美好的时代 值得更好的你 梦之蓝M6+诚邀您一起观看春节联欢晚会

#### 零点报时
- 江苏宿迁洋河酒厂梦之蓝M6+：【旁白】梦之蓝M6+恭祝全球华人新春快乐

### 赞助商
- 安徽亳州古井贡酒 年份原浆
- 北京猿辅导在线教育：猿辅导 猿辅导在线教育

### 独家互动合作伙伴
- 北京抖音：瓜分总值12亿元红包

## 花絮
龙洋、张韬首次担任央视春晚主持人。
周深，时代少年团首次進行春晚表演。
自2016年后，本届春晚首次取消设置各地分会场，而只在北京的中央广播电视总台总部大楼一号演播大厅进行直播，直到2024年。
另外，流失海外近一个世纪的天龙山石窟第8窟北壁主尊佛首也于晚会亮相，是2020年回归中国的第100件流失文物。该佛首于2021年2月12日起在北京鲁迅博物馆“咸同斯福——天龙山石窟国宝回归暨数字复原特展”中展览展示，延续至3月14日。国家文物局将会同有关方面，践行流失文物回归原属地的国际共识，在具备安全条件前提下，将佛首送回天龙山石窟，在太原市天龙山石窟博物馆收藏展示。
在戏曲节目《盛世百花园》中，粤剧演员曾小敏、朱红星表演《白蛇传·情》游湖片段，是继2019年春晚后再有粤剧节目登上春晚舞台。
武术节目《天地英雄》则由兩位功夫巨星吳京及甄子丹共同表演，是继2005年电影《殺破狼》后，时隔16年再度合作。
劉德華在本届春晚节目《牛起來》中，作为编曲的一部分，以云录制的形式演唱了《恭喜發財》，为继2015年春晚后时隔6年再度演唱。
香港艺人杨千嬅、李治廷、王祖蓝虽首次邀请参与央视春晚，但由于种种原因未能成事。
本届春晚现场观众所佩戴的口罩系由上汽通用五菱旗下的广西宝菱康医疗器械有限公司生产。
本届春晚首度有2位怀孕的「凖妈妈」以表演者身份參與，包括张梓琳及香港艺人胡杏儿。
本届春晚是首届虚拟偶像参与演出。

## 收视率
2月12日，中央广播电视总台公布2021年春晚收视数据。截至11日24时，2021年春晚直播受众规模11.4亿人，其中新媒体直播用户规模5.69亿人，观看次数17.78亿次，比2020年（12.3亿次）净增5.48亿次；电视端直播受众规模5.71亿人，与2020年基本持平。美国、法国、德国、意大利、俄罗斯、日本、巴西、澳大利亚、印度、阿联酋、马来西亚、南非等170多个国家和地区的600多家媒体对春晚进行了播出。海外用户通过YouTube、Facebook等观看春晚直播的人次超过1866万次。

## 争议

### 周杰伦“云录制”相关争议
在本届春晚上，台湾歌手周杰伦以“云录制”的形式演唱了歌曲《Mojito》，但由于他的穿搭、背景畫面都带有夏日元素，也缺少新年常見的紅色元素，因此被网友调侃表演更似MV播放。

### 歌舞《节日》之《非洲歌舞》段落出现涂黑脸
在歌舞《节日》节目中，朱明瑛和舞蹈演员涂黑脸，穿著非洲民眾服飾扮演非洲人唱歌跳舞，引发非裔群体不满。对此朱明瑛表示她仅在中国演出时涂黑脸，目的是“为了更像非洲人，能迅速带入到歌舞氛围当中”。

### 《山水霓裳》节目相关争议
由李宇春演唱的《山水霓裳》，烘托着张梓琳、何穗、奚梦瑶和43位来自北京服装学院服装表演系和广告传播系的学生款款走来，在五分钟的时间变幻展示59套中国风华服，表达着丰富的春节文化内涵。此次，46位模特都是首次登上春晚。这也是央视春晚自开播以来第一个真正意义上的走秀类节目。
然而，本次春晚“时装秀”却受到时尚界及网友的吐槽与批评。引导全球时尚潮流的美国高级时装杂志《时尚芭莎》（英語：Harper’s BAZAAR）驻中国的一位时尚编辑在微博上写道：“这本该是一个展示汉服的绝佳机会。这实在是太浪费”；另一位在时尚界有影响力的人士甚至将这场时装秀比作“太空漫步”，因为展示的时装与中国服饰的美相去甚远。而其他网友的主要批评声音包括了：“服饰不中不洋，不能代表中国风”；“舞美又土又丑，缺乏时尚元素”；“融合了太多其他元素，最后的观感就是不伦不类”；以及盖娅传说被指抄袭（借鉴）高缇耶2007宗教秀等。作为本次秀的服饰主角，盖娅传说被爆出其传销部门，其微博也已经沦陷。
小品《每逢佳節被催婚》爭議
在小品《每逢佳節被催婚中》，充斥大量對於單身群體（單身是狗）与肥胖人士（氣囊）等群體的侮辱性臺詞，引發巨大爭議。